# Bucéphale
Pour les articles homonymes, voir Bucéphale (homonymie).
Bucéphale (en grec ancien Βουκέφαλος ou Βουκεφάλας / Bouképhalos ou Boukephálas) est le cheval d'Alexandre le Grand que lui seul est parvenu à dresser. Il le suit dans ses conquêtes en Asie, participant aux plus grandes batailles. Il meurt peu après la bataille de l'Hydaspe en 326 av. J.-C., de blessures ou de vieillesse. Alexandre a fondé en son honneur une cité, Bucéphalie (ou Alexandria Boukephalous) au Pendjab pakistanais, sur les rives du Jhelum, à l'endroit où le cheval a été enterré.
Les principales sources au sujet de Bucéphale sont Plutarque (Alexandre, 6) et Arrien (Anabase, V).

## Origine du nom
Le nom de Bucéphale provient de βοῦς / boûs, « le bœuf », et de κεφαλή / kephalê, « la tête ». Diverses explications ont été avancées :
- Ce serait le nom d'une race de chevaux thessaliens, fort réputés dans l'Antiquité, qui se distinguent par une marque en forme de tête de bœuf sur l'épaule ou sur la hanche[2],[3],[4].
- Bucéphale aurait porté une liste (marque blanche sur la tête) en forme de tête de bœuf[5],[6].
- Le nom ferait allusion à l'aspect farouche du cheval[7],[8].
- Le cheval porterait sur la tête une ou deux protubérances en forme de corne[9],[10].
- La tête de Bucéphale ressemblerait à celle d'un bœuf[11],[3].

## Apprentissage et dressage

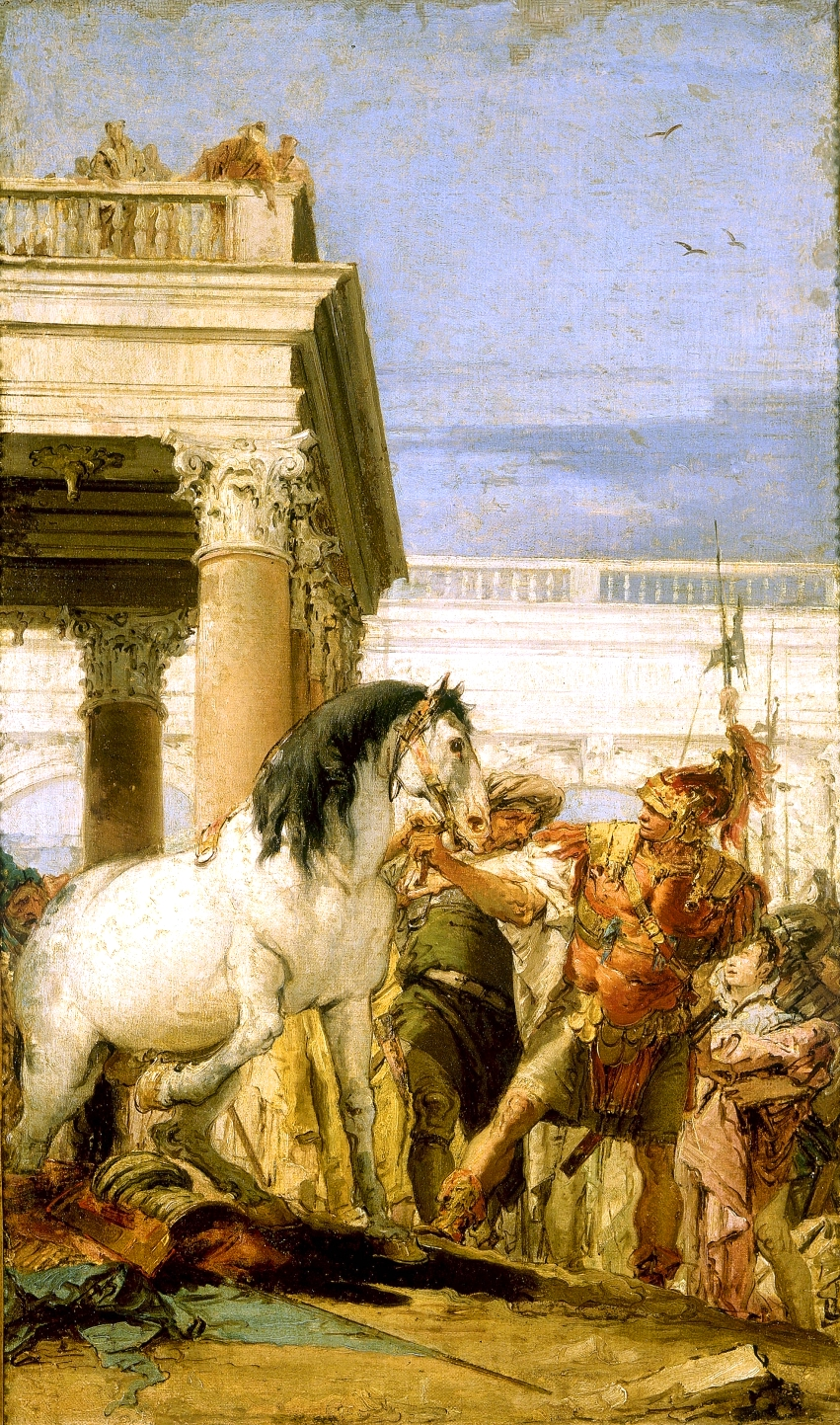
Alexandre et Bucéphale, Giambattista Tiepolo, vers 1757-1760, Petit Palais, Paris.

Selon la tradition grecque, Bucéphale descendrait d'une des juments de Diomède. Philonicos, un marchand thessalien originaire de Pharsale, le montre à Philippe II de Macédoine mais le cheval se montre si rétif que le roi refuse de l'acheter. Au moment où il ordonne qu'on l'emporte, son fils Alexandre exprime ses regrets. Philippe II conclut finalement l'achat à condition que ce soit Alexandre qui dompte la bête, faute de quoi il devra payer lui-même l’achat pour la somme considérable de 13, voire 16 talents. 
Alexandre remarque que le cheval a peur de son ombre, qu'il est ombrageux, et réussit à le dompter en le plaçant face au soleil le temps de le calmer et de l'apprivoiser. Plutarque donne à cette anecdote une portée prophétique. Voyant la réussite de son fils, Philippe lui aurait déclaré : « Mon enfant, cherche un royaume à ta mesure. La Macédoine n’est pas assez grande pour toi. Car c'est toi le nouveau roi. »
La docteure en littérature grecque et romaine Carolyn Willekes remarque que l'agressivité de Bucéphale est, au regard des sources, une conséquence de sa peur : le cheval n'a pas la possibilité d'échapper à la source de ce qui l'effraie. La peur du cheval devient le catalyseur permettant à Alexandre d'en identifier l'origine et d'éloigner Bucéphale de la source de sa peur. Lorsque Bucéphale n'est plus exposé à ce qui lui causait de l'anxiété, son agressivité disparaît et il devient possible de le monter.

## Alexandre et Bucéphale

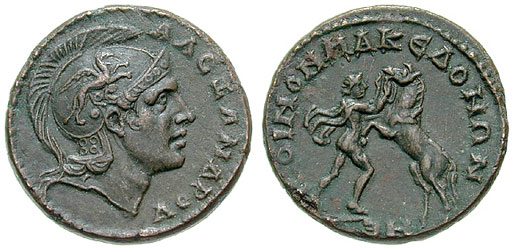
Le jeune Alexandre dressant Bucéphale. Monnaie d'époque romaine.

Depuis lors, Alexandre et Bucéphale font équipe, le cheval n'acceptant d'être monté que par lui et le recevant en pliant le genou. Devenu roi de Macédoine, c'est en montant Bucéphale qu'Alexandre conduit la cavalerie macédonienne dans toutes les batailles qui les mènent de la Grèce jusqu'à l'Inde. Il peut aussi le ménager, comme avant la bataille de Gaugamèles où il passe les troupes en revue monté sur un autre destrier. Près de l'Hyrcanie, Bucéphale est capturé en compagnie de son escorte. Alexandre parvient à le récupérer après avoir menacé de mort tous les ennemis que son armée rencontrerait dans la région.
Élien narre une anecdote à propos du peintre officiel d'Alexandre, Apelle. Celui-ci vient d'achever, à Éphèse, un portait équestre qu'Alexandre n'apprécie guère mais Bucéphale à la vue du tableau se met à hennir, ce qui fait dire au peintre : « Ô roi, ton cheval semble se connaître en peinture beaucoup mieux que toi. »
Selon Plutarque, Bucéphale serait mort de ses blessures peu après la bataille de l'Hydaspe en 326 av. J.-C. Selon d'autres auteurs, Bucéphale serait mort de vieillesse à l'âge de 30 ans. Alexandre fonde sur son tombeau la ville de Bucéphalie (Alexandria Boukephalous) sur les rives du Jhelum. Plusieurs hypothèses quant à son site exact sont retenues : Phalia ou Jalalpur Jattan dans le Pendjab pakistanais. Sur certaines monnaies des successeurs d'Alexandre, figure Bucéphale représenté avec des cornes, symbole de divinité dans l'Orient ancien.

## Postérité

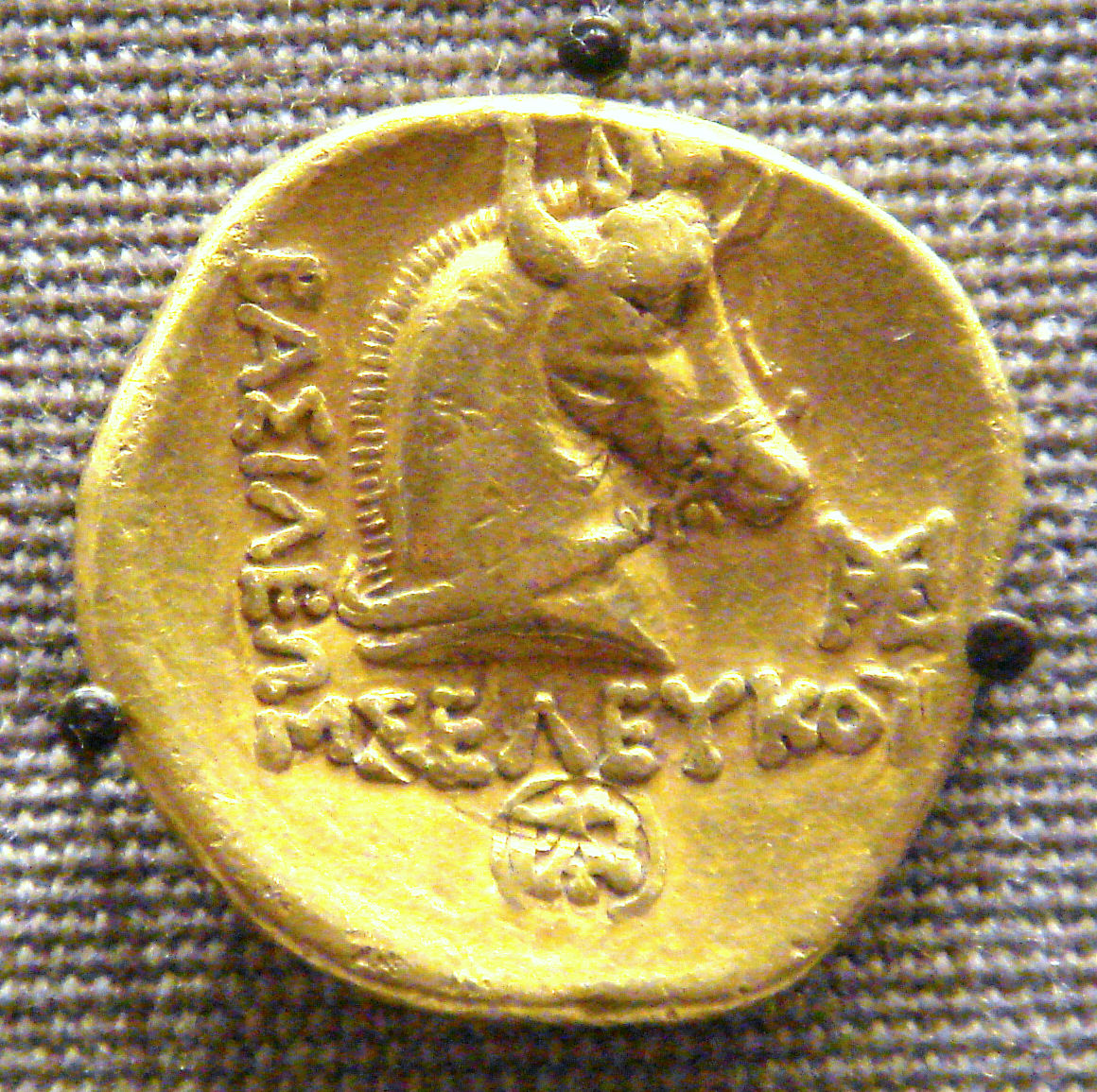
Monnaie de Séleucos Ier représentant Bucéphale avec des cornes.

- À Mankiala (en), près de Taxila au Pakistan, les habitants continuent encore de nos jours d'appeler leurs chevaux Bucéphale car ils pensent qu'il a été inhumé sous un stūpa (tumulus)[20].
- Bucéphale est aussi le nom donné à l'un des chevaux du groupe ornant la fontaine de la place du Quirinal à Rome. C'est également le nom du cheval légendaire du baron de Münchhausen. Il apparaît notamment dans le film de Terry Gilliam Les Aventures du baron de Münchhausen sorti en 1988
- Dans Le Nouvel Avocat, la première nouvelle de son recueil Un médecin de campagne, paru en 1919, Franz Kafka imagine Bucéphale devenu avocat. Salvador Dalí a fait une lithographie avec pour sujet Bucéphale.
- Dans son troisième album, Le Jour du poisson (1997), le chanteur Thomas Fersen narre l'histoire d'un cheval de course nommé Bucéphale.